# Hensley Settlement
Koordinaten: 36° 40′ 10″ N, 83° 31′ 42″ W

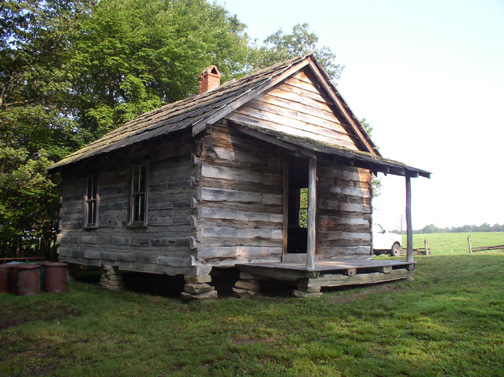
Brush Mountain School House
Hensley Settlement

Hensley Settlement ist ein Living-History-Museum in den Appalachen. Es liegt am Brush Mountain im Bell County, Kentucky in den Vereinigten Staaten. Die Siedlung gehört zum Cumberland Gap National Historical Park und befindet sich etwa 15 km nördlich des Besucherzentrums des Parkes am Ridge Trail. Sie umfasst zwölf Blockhütten, eine Einraumschule sowie eine  Schmiede. Ein inzwischen restauriertes Brunnenhaus diente auch als Lagerraum für Lebensmittel. Die Siedlung wurden durch die beiden Schwager Sherman Hensley und Willy Gibbons gegründet, und die meisten der Einwohner gehörten zu einer der beiden Familien. Der letzte Bewohner der Siedlung war Sherman Hensley, er verließ die Ortschaft 1951. Die Schule und die insgesamt etwa 45 Bauwerke sowie die landwirtschaftlich genutzte Umgebung wurde in den 1960er Jahren durch das Job Corps in den ursprünglichen Zustand zurückversetzt.

## Hintergrund
Die Siedlung hat ihren Ursprung im Jahr 1845 als Gouverneur William Owsley fünfhundert Acre auf dem Brush Mountain in den Appalachen den Brüdern C. und R.M. Bales überließ. Diese verpachteten es an John Nichols und Jim Nelson, die es weitgehend zur Weidebewirtschaftung nutzten. Sie rodeten das Gelände und machten weitere Verbesserungen, etwa mit der Errichtung von schindelgedeckten Blockhütten aus Kastanienholz.

## Hensley
1903 erwarb Barton Hensley Sr. das gesamte Anwesen und teilte es für seine große Familie in sechzehn einzelne Grundstücke auf. Der Schweinezüchter Sherman Hensley und dessen Frau Nicey Ann, die Tochter von Barton Sr., bezogen eine bestehende Blockhütte auf den ihnen zugewiesenen 21 Acre. Das Ehepaar erwarb ein weiteres Grundstück mit 33 Acre dazu. Im Jahr darauf zogen auch Niceys Nichte Nancy und ihr Ehemann Willy Gibbons in die selbstversorgende Siedlung, deren Einwohner zumeist einen der Nachnamen Hensley oder Gibbons trugen. Die Ortschaft wurde nie an das Stromnetz angeschlossen, es gab ein fließendes Wasser in den Häusern, moderne Straßen oder andere Annehmlichkeiten. Die Siedlung war praktisch autark, alles was benötigt wurde, wurde hier angebaut, gezüchtet oder hergestellt. Die Bewohner gingen zu Fuß oder nutzten für größere Strecken das Pferd. Ein Brunnenhaus diente als Lagerraum für Nahrungsmittel.

## Schulhaus
Im Jahr 1908 stellte das Bell County einen Lehrer für die neu errichtete Einraumschule zur Verfügung. Ursprünglich war das Schulhaus kaum mehr als ein angebauter Schuppen, der entstand, damit der Superintendent of Schools des Countys einwilligt, einen Lehrer zur Ausbildung der Kinder des Ortes abzustellen. An dieser Schule wurden alle Schulkinder bis zur achten Klasse unterrichtet. Bis die Schule 1947 geschlossen wurde, dienten nacheinander vier verschiedene Gebäude als Brush Mountain School. Das letzte Schulhaus war ein Blockhaus, die durch einen Ofen aus Gusseisen mit Holz und Kohle beheizt wurde. Die Schulmöbel waren aus Holz und Gusseisen.

## Spätere Jahre
Ihre größte Stärke erreichte die Siedlung mit etwa einhundert Einwohnern im Jahr 1925. Während des Zweiten Weltkrieges zogen viele der Bewohner weg, um entweder in das Militär einzutreten oder Arbeit in den Kohlebergwerken anzunehmen. Nicey Ann Hensley starb 1937. Die Bevölkerung ging immer weiter zurück, und ab 1949 war Sherman Hensley der einzige verbliebene Bewohner. Als Hensley schließlich 1951 das Anwesen verließ, verfiel die Siedlung allmählich. Hensley starb 1979 und ist neben Nicey Ann auf dem Friedhof der Ortschaft beerdigt, wo es außerdem 36 weitere Gräber gibt.

## Gegenwart
Die Siedlung wurde am 4. Juli 1959 Bestandteil des Cumberland Gap National Historical Park. Der National Park Service und das Job Corps begannen 1965 mit der Restaurierung, wobei die 45 Bauwerke und die landwirtschaftlichen Anlagen in ihren ursprünglichen Zustand zurückversetzt wurden. Am 8. Januar 1980 wurde Hensley Settlement als Historic District in das National Register of Historic Places aufgenommen.
Der National Park Service betreibt das Appalachian Hensley Settlement in Form eines Living-History-Museums und bietet von Mai bis Oktober Führungen durch die Siedlung an.

## Belege
1. 1 2 3  John E Kleber: The Kentucky Encyclopedia. The University Press of Kentucky, 1992, ISBN 978-0-8131-1772-0, S. 426 (englisch, google.com).
2. 1 2  Tom N Shattuck: The Cumberland Gap Area Guidebook. 2005, S. 35 (englisch).
3. 1 2  Visit Hensley. Harlan Tourist and Convention Commission, archiviert vom Original am 21. Juli 2011; abgerufen am 11. April 2011 (englisch).  Info: Der Archivlink wurde automatisch eingesetzt und noch nicht geprüft. Bitte prüfe Original- und Archivlink gemäß Anleitung und entferne dann diesen Hinweis.
4. ↑  Harvey H Kaiser: The National Park Architecture Sourcebook. Princeton Architectural Press, 2008, ISBN 978-1-56898-742-2, S. 358 (englisch).
5. ↑  Hensley Settlement-Time Turned Backwards. The Blue Ridge Country, 16. Februar 2009, archiviert vom Original am 23. Juli 2011; abgerufen am 11. April 2011 (englisch).  Info: Der Archivlink wurde automatisch eingesetzt und noch nicht geprüft. Bitte prüfe Original- und Archivlink gemäß Anleitung und entferne dann diesen Hinweis.
6. ↑  Nicey Ann Hensley in der Datenbank Find a Grave, abgerufen am 11. April 2011.
7. ↑  Harry L Moore: Geologic Trip Across Tennessee: Interstate 40. University of Tennessee Press, 1994, ISBN 978-0-87049-832-9, S. 198 (englisch).
8. ↑  Sherman Hensley in der Datenbank Find a Grave, abgerufen am 11. April 2011.
9. ↑  Hensley Cemetery-Cubage Ky. Find A Grave, abgerufen am 11. April 2011 (englisch).
10. ↑  Pam Eddy: Protecting the Pioneer Spirit at Hensley Settlement. Middlesboro Daily News, archiviert vom Original am 14. Juli 2011; abgerufen am 11. April 2011 (englisch).  Info: Der Archivlink wurde automatisch eingesetzt und noch nicht geprüft. Bitte prüfe Original- und Archivlink gemäß Anleitung und entferne dann diesen Hinweis.
11. ↑  Eintrag im National Register Information System. National Park Service, abgerufen am 12. Juni 2016
12. ↑  On The Road. KET-TV, archiviert vom Original am 12. Juli 2011; abgerufen am 11. April 2011 (englisch).  Info: Der Archivlink wurde automatisch eingesetzt und noch nicht geprüft. Bitte prüfe Original- und Archivlink gemäß Anleitung und entferne dann diesen Hinweis.
13. ↑  Folder 9 Living History at Hensley Settlement 1968. In: NHPS Hensley Settlement Collection. Lincoln Memorial University, archiviert vom Original am 18. April 2011; abgerufen am 11. April 2011 (englisch).  Info: Der Archivlink wurde automatisch eingesetzt und noch nicht geprüft. Bitte prüfe Original- und Archivlink gemäß Anleitung und entferne dann diesen Hinweis.
14. ↑  NPS-Hensley Settlement Tours. National Park Service, abgerufen am 11. April 2011 (englisch).